# Шапиро, Наум Абрамович
Нау́м Абра́мович Шапи́ро (11 октября 1935, Минск — 7 августа 2022, Москва) — советский и российский медик, патологоанатом и цитолог, доктор медицинских наук, профессор, заслуженный врач РСФСР.

## Биография
С 1959 года, по окончании Минского медицинского института и специализации по патологической анатомии в Ленинградском ГИДУВе, работал врачом-патологоанатомом больницы в Белоруссии, с 1962 — младшим научным сотрудником отдела патоморфологии Белорусского института онкологии и медицинской радиологии (Минск), затем — младшим научным сотрудником отдела патологической анатомии Института медицинской радиологии АМН СССР (Обнинск).
С 1970 года — врач-цитолог, затем — заведующий Центральной цитологической лабораторией Главного врачебно-санитарного управления МПС СССР (ныне — цитологическая лаборатория Научного клинического центра ОАО «РЖД»).
Один из инициаторов создания (в 1992), ныне — вице-президент Ассоциации клинических цитологов России; член Международной Академии цитологии. Национальный редактор «Acta cytologica» от России, был также редактором раздела «Цитологическая диагностика» в журнале «Общие вопросы патологической анатомии» ВИНИТИ АН СССР (РАН).

## Научная деятельность
В 1970 году защитил кандидатскую («Активность некоторых окислительно-восстановительных ферментов в тканях при аутолизе»; научный руководитель — профессор Е. Ф. Лушников), в 1980 — докторскую диссертацию («Цитологическая диагностиика опухолей лёгких — клинические и морфологические аспекты проблемы»).
Автор более 160 научных работ, в том числе серии атласов по цитологической диагностике опухолей различных органов и систем.

## Награды
- знак «Отличник здравоохранения» (1985)
- Заслуженный врач РСФСР (1988)
- Почётный железнодорожник (1997)
- Хрустальный микроскоп (Съезд цитологов; Казань, 2011).